# Сорбо (Л'Аквила)
Сорбо (итал. Sorbo) је насеље у Италији у округу Л'Аквила, региону Абруцо.
Према процени из 2011. у насељу је живело 65 становника. Насеље се налази на надморској висини од 839 м.